# F1 23
F1 23은 코드마스터즈에서 개발하고 EA 스포츠에서 퍼블리싱한 레이싱 비디오 게임이다. 코드마스터즈의 F1 시리즈 중 16번째 작품이다. 이 게임은 2023년 포뮬러 원 시즌과 2023년 포뮬러 2 챔피언십의 공식 라이선스를 보유하고 있다. 이 게임은 마이크로소프트 윈도우, 플레이스테이션 4, 플레이스테이션 5, 엑스박스 원, 엑스박스 시리즈 X/S, 그리고 리눅스(프로톤 호환성 레이어를 통해)로 6월 16일에 출시되었으며, 챔피언스 에디션을 사전 예약한 사용자에게는 3일 빠른 6월 13일에 조기 액세스가 허용되었다.

## 게임 플레이
F1 23은 F1 2021에서 처음 도입된 스토리 모드 "브레이킹 포인트"가 다시 돌아온다. 브레이킹 포인트 2에서는 브레이킹 포인트의 주요 적수인 데번 버틀러와 주인공인 에이든 잭슨이 다시 등장하며, 은퇴한 베테랑 드라이버 캐스퍼 아케르만도 콘너스포츠 팀의 멘토이자 나중에는 팀 대표로 등장한다. 새로운 캐릭터인 데번 버틀러의 여동생 칼리 메이어가 등장하며, 그녀의 아버지이자 자신의 회사인 버틀러 글로벌의 CEO인 데이비도프 버틀러와 2022년 시즌 팀 대표였던 콘너스포츠의 창립자이자 소유주인 안드레오 콘너도 등장한다.
F1 23은 운전 물리학을 개선하고 35% 레이스 거리를 설정하는 옵션을 추가했다. 레드 플래그는 F1 2014 이후 처음 등장한다. 게임의 UI는 현재 포뮬러 원 레이스의 프리젠테이션과 훨씬 유사하게 개선되었다. 마이 팀 아이콘 팩에는 1992년 F1 월드 챔피언인 나이젤 만셀, W 시리즈 드라이버 제이미 채드윅(브레이킹 포인트 2 개발에도 기여했다), 전 윌리엄스 드라이버 파스토르 말도나도, 전 도요타 리저브 드라이버이자 자우버 및 케이터햄 드라이버 코바야시 카무이가 새로 추가되었다. 사전 예약에는 브레이킹 포인트 2의 캐릭터들도 아이콘으로 포함되었다.
"F1 월드"는 F1 22의 "F1 라이프" 기능을 확장하고, 게임에 포함된 모든 게임 모드(랭킹, e스포츠, 오프라인 및 온라인 게임 모드 포함)를 연결한다. 여기에는 포디움 패스의 복귀도 포함된다. 이 게임은 온라인 플레이어를 위한 안전 등급을 도입한다. 이와 유사한 시스템은 아이레이싱 및 나중에 그란 투리스모 시리즈와 같은 타이틀에서도 볼 수 있었다. 이 시스템은 오프라인 게임 모드에서도 사용되지만, 비활성화하는 옵션도 제공된다. 플레이어의 "F1 월드" 차량은 새로운 부품으로 업그레이드할 수 있으며, 새로운 팀원을 고용할 수 있다. 두 가지 항목은 게임 플레이를 통해 얻을 수 있다. "피트코인"으로 XP 부스트를 사용할 수 있지만, 업그레이드를 구매하기 위한 소액 결제는 없다. "F1 월드"에서 더 많은 보상을 잠금 해제하기 위한 목표와 업적도 제공된다. 이전 타이틀에서 슈퍼카와 가상 생활 공간이 다시 등장한다. 브레이킹 포인트 2 진행을 포함한 게임 모드를 플레이하면 포디움 패스 진행 상황에 반영된다.
카타르 그랑프리가 열리는 루사일 인터내셔널 서킷이 게임에 포함되어 있으며, 초대 라스베이거스 그랑프리를 위한 완전히 새로운 라스베이거스 스트립 서킷도 포함되어 있다. 이 게임에는 에밀리아로마냐 그랑프리의 이몰라 서킷, 프랑스 그랑프리의 폴 리카르 서킷, 중국 그랑프리의 상하이 인터내셔널 서킷, 그리고 포르투갈 그랑프리의 알가르베 인터내셔널 서킷 등 2023년 일정에서 제외되거나 포함되지 않은 트랙도 포함되어 있다.
이 게임은 스웨디시 하우스 마피아, 티에스토, 케미컬 브라더스와 같은 아티스트가 참여한 라이선스 사운드트랙과 이안 리빙스턴이 작곡한 오케스트라 악곡 사이를 전환하는 기능을 제공하며, 게임 내 트랙의 PA 스피커를 통해 게임 음악을 듣는 옵션을 통해 몰입도를 높일 수 있다.

## 스토리 모드: 브레이킹 포인트 2
F1 2021에서 도입된 브레이킹 포인트 스토리 모드의 속편인 F1 23에는 2022년 및 2023년 시즌을 배경으로 한 브레이킹 포인트 2가 포함된다. 첫 번째 브레이킹 포인트에서 모두 돌아온 드라이버 에이든 잭슨과 데번 버틀러는 이제 가상의 콘너스포츠 버틀러 글로벌 레이싱 팀의 팀 동료이다. 이 스토리 모드에서 소개되는 포뮬러 2 신동 칼리 메이어는 트라이던트에서 포뮬러 2 챔피언십을 우승하여 이 분야에서 처음으로 여성 타이틀을 획득한 후 모터스포츠의 가장 권위 있는 싱글 시터 카테고리에서 기회를 얻는 것을 꿈꾼다. 그녀는 또한 버틀러의 여동생이기도 하다. 2023년 5월 22일에 게시된 딥 다이브 비디오에서 밝혀졌듯이, 작가 팀은 3회 W 시리즈 챔피언이자 윌리엄스 개발 드라이버 제이미 채드윅과 협력하여 메이어의 이야기를 생생하게 만들었다. 버틀러와 잭슨은 각각 레이스 번호 71과 89를 유지하며, 메이어는 포뮬러 원에서 66번(트라이던트 드라이버로는 20번)을 사용한다.

### 줄거리
2022년 시즌, 여러 팀과 계약에 실패한 에이든 잭슨은 안드레오 콘너가 설립하고 데번 버틀러의 아버지인 데이비도프 버틀러 소유 회사인 버틀러 글로벌이 자금을 지원하는 콘너스포츠 버틀러 글로벌 레이싱 팀과 계약한다. 마이애미 그랑프리에서 잭슨의 차량이 동력을 잃어 은퇴해야 했고, 데번은 팀을 위해 몇 점을 얻는다. 헝가리 그랑프리에서 버틀러는 잭슨에게 자리를 내주라는 팀 오더를 무시하지만, 잭슨은 버틀러를 추월하고 그보다 앞서 레이스를 마친다. 잭슨은 나중에 일본 그랑프리에서 느린 피트 스탑에 직면하여 팀을 떠나는 것을 고려하는 등 더 많은 어려움을 겪는다. 한편, 칼리 메이어는 은퇴한 드라이버이자 잭슨의 전 팀 동료인 캐스퍼 아케르만의 도움으로 트라이던트에서 시즌을 마친 후 F2 챔피언십에서 우승한 최초의 여성이 된다.
2023년 시즌, 아케르만은 콘너스포츠의 새로운 팀 대표로 임명되고, 콘너는 물러나 팀과 함께 남아 있으며, 잭슨도 팀과 함께 또 한 시즌을 레이싱한다. 한편 데번은 집중력을 잃고 팀 오더를 무시하면서 어려움을 겪는다. 아케르만은 데번을 돕으려 하지만, 에밀리아로마냐 그랑프리에서 데번은 다시 집중력을 잃고 차량을 배리어에 충돌시키고(1년 전 실제 행사에서 샤를 르클레르가 배리어를 충돌시킨 방식과 유사하게) 즉시 콘너스포츠를 떠나 레이싱에서 은퇴한다. 아케르만은 나중에 데번이 시즌 전에 귀울림 진단을 받았고 이를 팀에 비밀로 했다는 것을 밝힌다. 시즌 중반에 접어들면서 콘너스포츠는 새로운 드라이버를 찾기 위해 분주해야 했고, 데이비도프는 5위 이상으로 마치지 않으면 버틀러 글로벌이 자금 지원을 철회할 것이라고 말한다. 아케르만은 나중에 칼리를 데번의 대체 선수로 영입하기로 결정한다. 데이비도프는 처음에는 칼리와 그녀의 어머니 이블린 메이어와의 갈등으로 인해 팀에 합류시키는 것을 망설였지만, 결국 동의한다. 칼리도 처음에는 꺼려했지만, 데번의 자리를 맡기로 동의한다.
아제르바이잔 그랑프리에서의 데뷔 경기에서 메이어는 팀 동료를 보내주려다 실패한 후 잭슨과 접촉한다. 칼리는 계속해서 레이스를 마친다. 충돌이 고의적이었다고 믿은 에이든은 바쿠에서 일어난 일에 너무 화가 나서 영국 그랑프리에서 칼리를 방해하고 그녀를 지나치게 하지 않지만, 그녀가 결국 자신을 추월하는 것을 본다. 레이스 후 콘너와 아케르만은 나중에 에이든과 칼리에게 자금 상황에 대해 이야기하고, 콘너스포츠는 새로운 투자자를 찾을 수 없을 것이며 컨스트럭터 챔피언십에서 5위 이상으로 마치지 않으면 2023년 이후 포뮬러 원을 떠나야 할 것이라고 말한다.
이탈리아 그랑프리에서 데번은 새로운 팀 연락 담당자로 콘너스포츠로 돌아온다. 레이스에서 에이든은 칼리와 접촉하여 그녀의 프론트 윙이 떨어지지만, 칼리는 여전히 상위 5위 안에 들어온다. 싱가포르 그랑프리에서 에이든은 데번으로부터 조언을 받아 그의 결정을 좌우하게 된다. 레이스에서 그는 상위 5위 안에 들어 팀에 더 많은 점수를 확보한다.
칼리는 상파울루 그랑프리에서 아버지에게 맞서는데, 아버지는 콘너스포츠에 오로지 사업적인 이유로 자금을 지원했다고 밝힌다. 세이프티카 랩이 끝날 때 칼리는 상위 5위 안에 들어온다. 아부다비에서의 팀 브리핑에서 캐스퍼는 데이비도프에게 화를 내고 팀 미팅에서 나가라고 말하며, 에이든은 칼리에게 사과한다. 레이스 도중 에이든은 기계적 결함으로 은퇴해야 했다. 데번은 팀이 위험에 처한 것을 보고 칼리에게 차를 너무 무리하게 몰지 말라는 거짓 오더를 내린다. 이는 그녀를 더 빠르게 운전하게 만들어 상위 4위 안에 들게 하고, 버틀러 글로벌이 팀과 함께하도록 필요한 목표를 달성하여 팀이 포뮬러 원에 남을 수 있게 한다.
레이스 결과, 버틀러 글로벌의 자금 지원은 확보되었다. 콘너스포츠가 다음 시즌을 준비하면서, 에이든은 언론에 캐스퍼가 팀 대표 자리를 유지하면 남을 것이며, 버틀러 글로벌이 팀에 대한 스폰서십을 갱신할 것이라고 말하며, 칼리는 다음 시즌을 기대한다고 말한다.

## 개발 및 출시
F1 23은 2023년 3월 개발자들이 시리즈의 "새로운 시작"으로 예고했다. F1 2009부터 시리즈를 작업해 온 코드마스터즈와 EA 스포츠가 이 게임 개발에 다시 참여했다. "콘너스포츠 버틀러 글로벌 레이싱 팀"을 보여주는 새로운 트레일러가 4월 28일에 공개되었고, 공식 트레일러는 5월 3일에 공개되었다. 공개 전에 클로즈드 베타가 제공되었다.
이 게임은 두 가지 커버를 특징으로 하며, 막스 베르스타펜은 챔피언스 에디션 커버의 원본 및 수정 버전 모두에 등장하고(후자는 헬멧 없이 다른 우승 포즈로), 샤를 르클레르, 루이스 해밀턴, 랜도 노리스는 스탠더드 에디션 커버에 등장한다. 이 게임은 마이크로소프트 윈도우, 플레이스테이션 4, 플레이스테이션 5, 엑스박스 원, 엑스박스 시리즈 X/S, 리눅스로 6월 16일에 출시되었으며, 챔피언스 에디션은 3일 빠른 6월 13일에 출시되었다.
F1 24 챔피언스 에디션을 사전 예약하면 맥라렌, 알파인, 하스, 윌리엄스의 2024년 리버리에 액세스할 수 있으며, 이 모든 것은 출시 후 업데이트를 통해 제공되었다.

## 평가
F1 23은 리뷰 애그리게이터인 메타크리틱에서 "전반적으로 호의적인" 평가를 받았다. 이 게임은 개선된 핸들링 모델, AI, 레드 플래그 포함으로 칭찬을 받았다. 많은 비평가들은 F1 23을 전작인 F1 22보다 개선된 것으로 평가했다. 브레이킹 포인트 2도 CGI 그래픽, 캐릭터, 목소리 연기, 줄거리, 그리고 새로운 팀인 콘너스포츠로 칭찬을 받았다.

## 참고
1. ↑  챔피언스 에디션은 2023년 6월 13일에 출시되었다.